# Fur (Jane Wiedlin)
Fur è il secondo album da solista della cantante statunitense Jane Wiedlin, pubblicato nell'aprile 1988.

## Descrizione
L'album, pubblicato dalla EMI-Manhattan Records su LP, musicassetta e CD, è prodotto da Stephen Hague. L'interprete ha partecipato alla stesura di tutti i brani.
Dal disco vengono tratti i singoli Rush Hour e Inside a Dream.

## Tracce

### Lato A
1. Inside a Dream
2. Rush Hour
3. One Heart One Way
4. Homeboy
5. The End of Love

### Lato B
1. Lover's Night
2. Fur
3. Give!
4. Song of the Factory
5. Whatever It Takes